# Domont
Domont é uma comuna francesa na região administrativa da Ilha de França, no departamento do Vale do Oise. Estende-se por uma área de 8.33 km². Em 2010 a comuna tinha 15 611 habitantes (densidade: 1 874,1 hab./km²).